# بازی‌های کشورهای مشترک‌المنافع

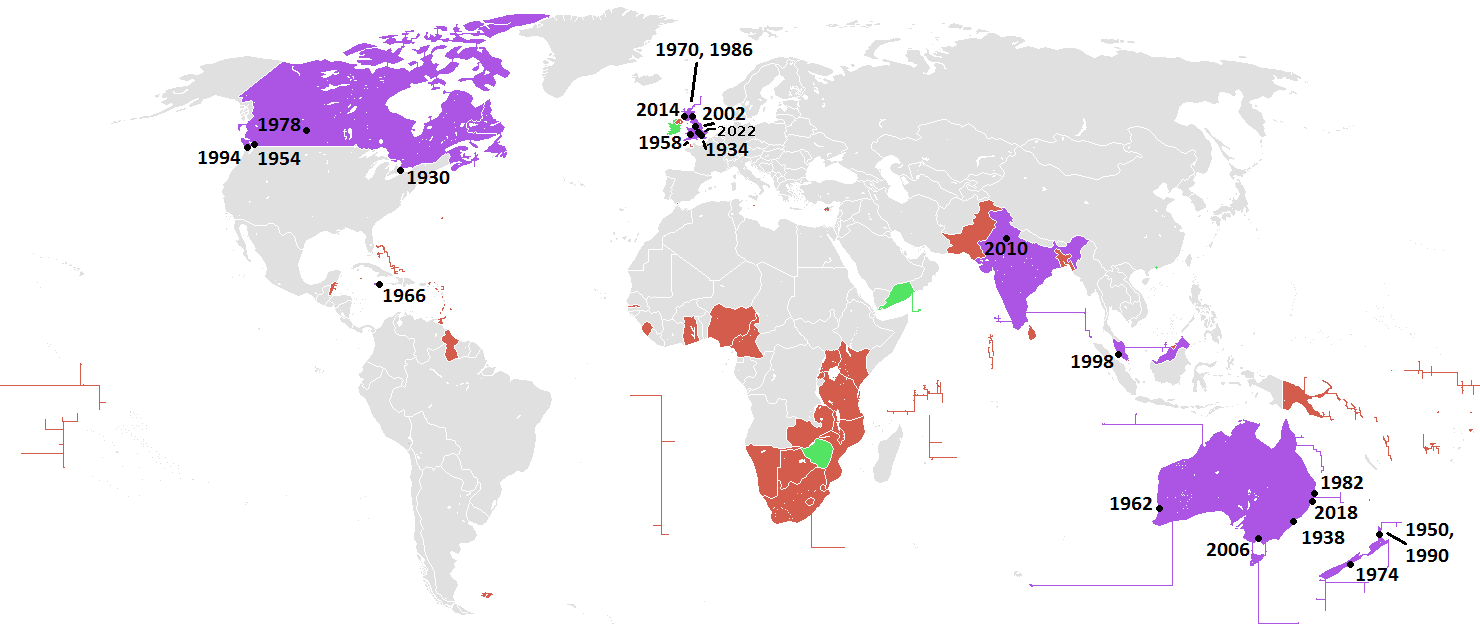
کشورهای شرکت‌کننده و میزبانان بازی‌های کشورهای همسود

بازی‌های مشترک‌المنافع یا بازی‌های کشورهای همسود (به انگلیسی: Commonwealth Games)، یک رویداد چند ورزشی بین‌المللی است که هر ۴ سال یک‌بار با شرکت ورزش‌کاران برتر اعضای اتحادیه کشورهای مشترک‌المنافع در یک شهر برگزار می‌شود.
فدراسیون بازی‌های اتحادیه کشورهای مشترک‌المنافع (به انگلیسی: Commonwealth Games Federation و به اختصار: CGF) نهاد برگزارکننده این مسابقات است که در لندن قرار دارد.
اولین دوره این مسابقات در سال ۱۹۳۰ با نام «بازی‌های امپراتوری بریتانیا» در شهر همیلتون ایالت انتاریو، کانادا برگزار شد. از سال ۱۹۵۴ با نام «بازی‌های امپراتوری بریتانیا و همسود» و از سال ۱۹۷۰ با نام «بازی‌های کشورهای مشترک‌المنافع بریتانیایی» و از سال ۱۹۷۸ با نام فعلی آن یعنی «بازی‌های اتحادیه کشورهای مشترک‌المنافع» شناخته می‌شود.
در مجموع تیم‌هایی از ۵۶ کشور عضو این اتحادیه در مسابقات شرکت می‌کنند. انگلستان، اسکاتلند، ولز و ایرلند شمالی هر یک به‌طور مستقل در مسابقات شرکت می‌کنند (برخلاف بازی‌های المپیک که همه در تیم واحد بریتانیا و ایرلند شمالی مسابقه می‌دهند). در ۱۸ دوره این مسابقات استرالیا در ۱۱ دوره در رده اول مجموع مدال‌ها قرار گرفته و انگلیس با ۷ و کانادا با ۱ قهرمانی در رده‌های بعدی قرار دارند.
تنها ۶ تیم در تمام ادوار مسابقات شرکت داشته‌اند؛ انگلیس، اسکاتلند، ولز، استرالیا، کانادا و نیوزیلند.
آخرین دوره مسابقات در سال ۲۰۱۰ در شهر دهلی نو در هندوستان با حضور ۶۷۰۰ ورزش‌کار در ۱۷ رشته ورزشی برگزار شد. این نخستین بار بود که مسابقات در هند و دومین بار بود که در آسیا (پس از کوالالامپور، مالزی در ۱۹۹۸) برگزار می‌شد. دوره بعدی هم در سال ۲۰۱۴ در گلاسکو پایتخت اسکاتلند میزبانی خواهد شد.
تا سال ۱۹۹۸ که بازی‌ها در کوالالامپور برگزار شد، هیچ‌گاه یک ورزش تیمی در برنامه مسابقات قرار نگرفته بود. در این دوره برای اولین بار کریکت، هاکی روی چمن، راگبی ۷ نفره (مردان) و نت‌بال (زنان) برگزار شد. کریکت در برنامه دوره‌های بعدی قرار نگرفت اما برگزاری مسابقات در رشته‌های دیگر ادامه یافت. در مسابقات ۲۰۰۶ بسکتبال نیز برگزار شد. از سال ۲۰۰۰ مسابقاتی با همین نام برای جوانان زیر ۱۸ سال برگزار می‌شود.

## تاریخچه

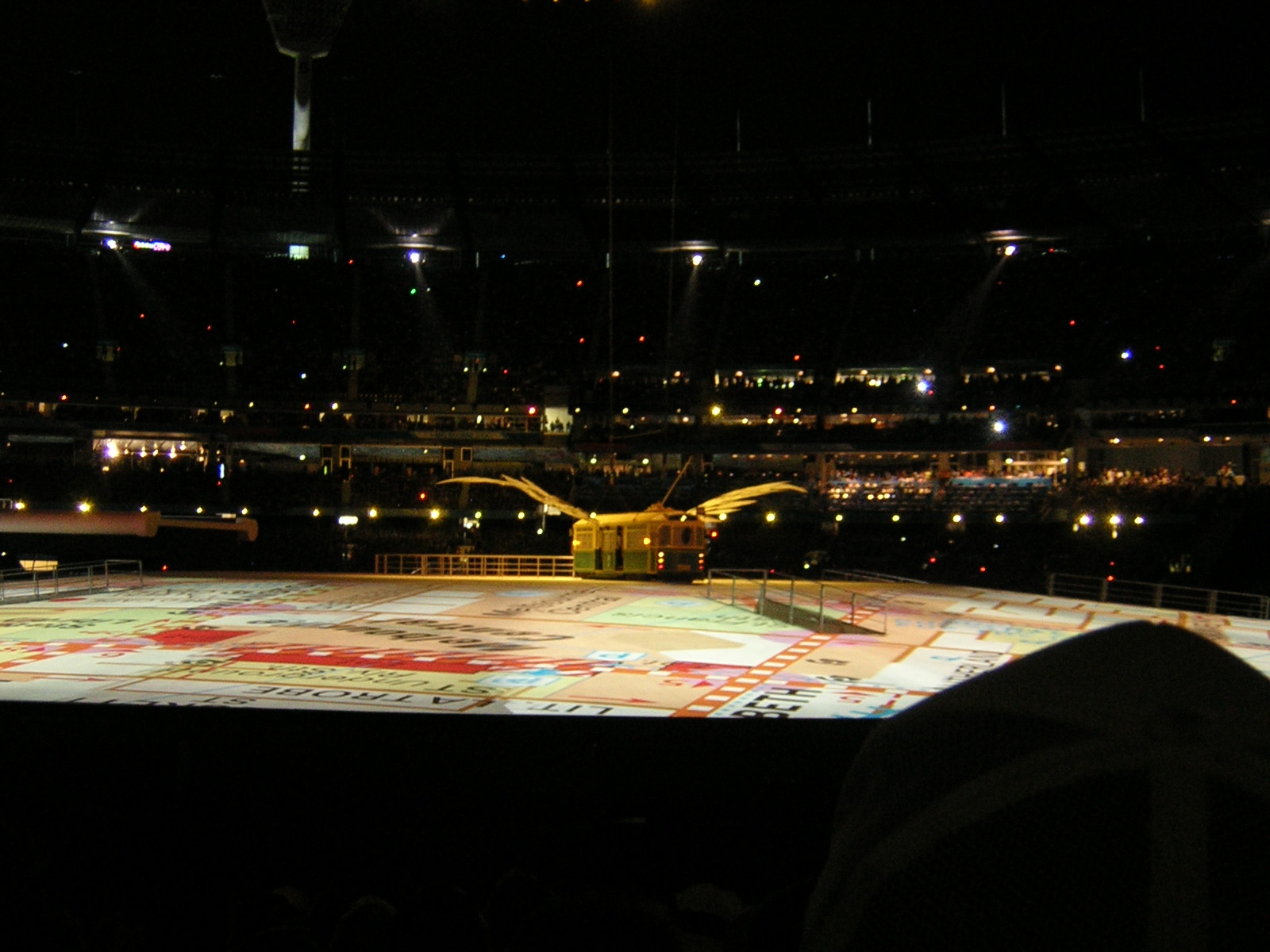
افتتاحیه بازی‌های کشورهای همسود ۲۰۰۶ در ملبورن

ایده برگزاری این بازی‌ها در سال ۱۸۹۱ میلادی مطرح شد، در سال ۱۹۱۱ میلادی به بهانه تاج‌گذاری «جُرج پنجم» پادشاه بریتانیا بین تیم‌های استرالیا، آفریقای جنوبی، کانادا و بریتانیا انجام گرفت و از سال ۱۹۳۰ میلادی به همه اعضای اتحادیه کشورهای مشترک‌المنافع تعمیم یافت.

## فهرست دوره‌ها
| ۱۹۳۰۱۹۵۴۱۹۶۶۱۹۷۸۱۹۹۴ شهرهای میزبان بازی‌های کشورهای مشترک‌المنافع · (کانادا و کارائیب) · | ۱۹۳۴۱۹۵۸۱۹۷۰, ۱۹۸۶۲۰۰۲۲۰۱۴, ۲۰۲۶۲۰۲۲ شهرهای میزبان بازی‌های کشورهای مشترک‌المنافع · (بریتانیا) · | ۱۹۳۸۱۹۵۰, ۱۹۹۰۱۹۶۲۱۹۷۴۱۹۸۲۲۰۰۶۲۰۱۸ شهرهای میزبان بازی‌های کشورهای مشترک‌المنافع · (استرالیا، نیوزیلند و اقیانوسیه) · ۲۰۱۰۱۹۹۸ شهرهای میزبان بازی‌های کشورهای مشترک‌المنافع · (آسیا) · |  |

| سال  | دوره  | شهر میزبان       | کشور میزبان                          | افتتاح کننده                   | ورزش‌ها                         | رویدادها                       | کشورها                         | آغاز                           | پایان                          | ورزشکاران                      | بهترین کشور                    | Ref                            |
| ---- | ----- | ---------------- | ------------------------------------ | ------------------------------ | ------------------------------ | ------------------------------ | ------------------------------ | ------------------------------ | ------------------------------ | ------------------------------ | ------------------------------ | ------------------------------ |
| 1911 | –     | لندن             | پادشاهی متحد بریتانیای کبیر و ایرلند | جرج پنجم                       | 4                              | 9                              | 4                              | 12 May                         | 1 June                         | Unknown                        | کانادا                         |                                |
| 1930 | I     | همیلتون، انتاریو | کانادا                               | Viscount Willingdon            | 6                              | 59                             | 11                             | ۰ خطا: زمان نامعتبر            | ۰ خطا: زمان نامعتبر            | 400                            | انگلستان                       |                                |
| 1934 | II    | لندن             | انگلستان                             | جرج پنجم                       | 6                              | 68                             | 16                             | ۰ خطا: زمان نامعتبر            | ۰ خطا: زمان نامعتبر            | 500                            | انگلستان                       |                                |
| 1938 | III   | سیدنی            | استرالیا                             | Lord Wakehurst                 | 7                              | 71                             | 15                             | ۰ خطا: زمان نامعتبر            | ۰ خطا: زمان نامعتبر            | 464                            | استرالیا                       |                                |
| 1942 | –     | مونترآل          | کانادا                               | Cancelled due to جنگ جهانی دوم | Cancelled due to جنگ جهانی دوم | Cancelled due to جنگ جهانی دوم | Cancelled due to جنگ جهانی دوم | Cancelled due to جنگ جهانی دوم | Cancelled due to جنگ جهانی دوم | Cancelled due to جنگ جهانی دوم | Cancelled due to جنگ جهانی دوم | Cancelled due to جنگ جهانی دوم |
| 1946 | –     | کاردیف           | ولز                                  | Cancelled due to جنگ جهانی دوم | Cancelled due to جنگ جهانی دوم | Cancelled due to جنگ جهانی دوم | Cancelled due to جنگ جهانی دوم | Cancelled due to جنگ جهانی دوم | Cancelled due to جنگ جهانی دوم | Cancelled due to جنگ جهانی دوم | Cancelled due to جنگ جهانی دوم | Cancelled due to جنگ جهانی دوم |
| 1950 | IV    | اوکلند           | نیوزیلند                             | برنارد فریبرگ                  | 9                              | 88                             | 12                             | ۰ خطا: زمان نامعتبر            | ۰ خطا: زمان نامعتبر            | 590                            | استرالیا                       |                                |
| 1954 | V     | ونکوور           | کانادا                               | هارولد الکساندر                | 9                              | 91                             | 24                             | ۰ خطا: زمان نامعتبر            | ۰ خطا: زمان نامعتبر            | 662                            | انگلستان                       |                                |
| 1958 | VI    | کاردیف           | ولز                                  | شاهزاده فیلیپ، دوک ادینبرو     | 9                              | 94                             | 36                             | ۰ خطا: زمان نامعتبر            | ۰ خطا: زمان نامعتبر            | 1122                           | انگلستان                       |                                |
| 1962 | VII   | پرث              | استرالیا                             | شاهزاده فیلیپ، دوک ادینبرو     | 9                              | 104                            | 35                             | ۰ خطا: زمان نامعتبر            | ۰ خطا: زمان نامعتبر            | 863                            | استرالیا                       |                                |
| 1966 | VIII  | کینگستون         | جامائیکا                             | شاهزاده فیلیپ، دوک ادینبرو     | 9                              | 110                            | 34                             | ۰ خطا: زمان نامعتبر            | ۰ خطا: زمان نامعتبر            | 1050                           | انگلستان                       |                                |
| 1970 | IX    | ادینبرو          | اسکاتلند                             | شاهزاده فیلیپ، دوک ادینبرو     | 9                              | 121                            | 42                             | ۰ خطا: زمان نامعتبر            | ۰ خطا: زمان نامعتبر            | 1383                           | استرالیا                       |                                |
| 1974 | X     | کرایست‌چرچ        | نیوزیلند                             | شاهزاده فیلیپ، دوک ادینبرو     | 9                              | 121                            | 38                             | ۰ خطا: زمان نامعتبر            | ۰ خطا: زمان نامعتبر            | 1276                           | استرالیا                       |                                |
| 1978 | XI    | ادمونتون         | کانادا                               | الیزابت دوم                    | 10                             | 128                            | 46                             | ۰ خطا: زمان نامعتبر            | ۰ خطا: زمان نامعتبر            | 1474                           | کانادا                         |                                |
| 1982 | XII   | بریزبن           | استرالیا                             | شاهزاده فیلیپ، دوک ادینبرو     | 10                             | 142                            | 46                             | ۰ خطا: زمان نامعتبر            | ۰ خطا: زمان نامعتبر            | 1583                           | استرالیا                       |                                |
| 1986 | XIII  | ادینبرو          | اسکاتلند                             | الیزابت دوم                    | 10                             | 163                            | 26                             | ۰ خطا: زمان نامعتبر            | ۰ خطا: زمان نامعتبر            | 1662                           | انگلستان                       |                                |
| 1990 | XIV   | اوکلند           | نیوزیلند                             | شاهزاده ادوارد، دوک ادینبرو    | 10                             | 204                            | 55                             | ۰ خطا: زمان نامعتبر            | ۰ خطا: زمان نامعتبر            | 2073                           | استرالیا                       |                                |
| 1994 | XV    | ویکتوریا         | کانادا                               | الیزابت دوم                    | 10                             | 217                            | 63                             | ۰ خطا: زمان نامعتبر            | ۰ خطا: زمان نامعتبر            | 2557                           | استرالیا                       |                                |
| 1998 | XVI   | کوالا لامپور     | مالزی                                | Tuanku Jaafar                  | 15                             | 213                            | 70                             | ۰ خطا: زمان نامعتبر            | ۰ خطا: زمان نامعتبر            | 3633                           | استرالیا                       |                                |
| 2002 | XVII  | منچستر           | انگلستان                             | الیزابت دوم                    | 17                             | 281                            | 72                             | ۰ خطا: زمان نامعتبر            | ۰ خطا: زمان نامعتبر            | 3679                           | استرالیا                       |                                |
| 2006 | XVIII | ملبورن           | استرالیا                             | الیزابت دوم                    | 16                             | 245                            | 71                             | ۰ خطا: زمان نامعتبر            | ۰ خطا: زمان نامعتبر            | 4049                           | استرالیا                       |                                |
| 2010 | XIX   | دهلی             | هند                                  | پراتیبا پتیل و چارلز سوم       | 17                             | 272                            | 71                             | ۰ خطا: زمان نامعتبر            | ۰ خطا: زمان نامعتبر            | 4352                           | استرالیا                       |                                |
| 2014 | XX    | گلاسگو           | اسکاتلند                             | الیزابت دوم                    | 17                             | 261                            | 71                             | ۰ خطا: زمان نامعتبر            | ۰ خطا: زمان نامعتبر            | 4947                           | انگلستان                       |                                |
| 2018 | XXI   | گلد کوست         | استرالیا                             | چارلز سوم                      | 19                             | 275                            | 71                             | ۰ خطا: زمان نامعتبر            | ۰ خطا: زمان نامعتبر            | 4426                           | استرالیا                       |                                |
| 2022 | XXII  | بیرمنگام         | انگلستان                             | چارلز سوم                      | 20                             | 283                            | 72                             | ۰ خطا: زمان نامعتبر            | ۰ خطا: زمان نامعتبر            | 5054                           | استرالیا                       |                                |
| 2026 | XXIII | گلاسگو           | اسکاتلند                             | چارلز سوم (expected)           | 10                             | TBC                            | 75 (expected)                  | ۰ خطا: زمان نامعتبر            | ۰۲۰۲۵-۰۸-۰۲                    | TBC                            | TBC                            | TBC                            |
| 2030 | XXIV  | TBD              | TBD                                  | TBD                            | TBD                            | TBD                            | TBD                            | TBD                            | TBD                            | TBD                            | TBD                            |                                |
| 2034 | XXV   | TBD              | TBD                                  | TBD                            | TBD                            | TBD                            | TBD                            | TBD                            | TBD                            | TBD                            | TBD                            |                                |